# روس مكاي
روس مكاي هو لاعب هوكي الجليد كندي، ولد في 3 مارس 1964 في إدمونتون في كندا.

## وصلات خارجية
- روس مكاي على موقع دوري الهوكي الوطني (الإنجليزية)
- روس مكاي على موقع قاعة مشاهير الهوكي (لاعب أن.إتش.أل) (الإنجليزية)
- روس مكاي على موقع EliteProspects.com (الإنجليزية)
- روس مكاي على موقع HockeyDB.com (الإنجليزية)